# Akregator
Akregator je RSS čtečka pro KDE. Je plně integrovaná do tohoto grafického prostředí, kde je dostupná k použití jako součást Kontactu – správce osobních informací, nebo ji lze pouštět jako samostatnou aplikaci. Standardně spolupracuje s integrovaným prohlížečem Konqueror, lze tedy využívat tab-browsing přímo v programu.
Lze ji nastavit pro každý zvolený kanál vlastní interval aktualizace, lze stáhnout nové zprávy pro jeden určitý kanál, případně pro všechny najednou. Program disponuje funkcemi pro oznámení nových článků v daných kanálech.
Akregator je šířen v balíku s programem Kontact a je lokalizován.